# Torcuato Fernández-Miranda
Pour les articles homonymes, voir Fernández.
 (juin 2018).
Si vous disposez d'ouvrages ou d'articles de référence ou si vous connaissez des sites web de qualité traitant du thème abordé ici, merci de compléter l'article en donnant les références utiles à sa vérifiabilité et en les liant à la section « Notes et références ».
Torcuato Fernandez-Miranda y Hevia (Gijón, 10 novembre 1915 - Londres, 19 juin 1980), 1er duc de Fernández-Miranda, est un homme d'État espagnol.
Professeur de droit constitutionnel (il a comme élève le futur roi Juan Carlos) et dernier président des Cortes Generales franquistes, il joue un rôle non négligeable durant la Transition démocratique espagnole, en particulier lors du vote final de la loi pour la réforme politique. Il est aussi président du gouvernement espagnol par intérim après la mort de Luis Carrero Blanco en 1973.

## Biographie

### Un universitaire dans le franquisme
Torcuato Fernández-Miranda étudie au collège de l'Immaculée Conception de Gijón avant d'obtenir une licence en droit à l'université d'Oviedo, où par la suite il obtient une place de professeur de droit politique puis de recteur. C'est à poste qu'il est initié à la politique, puisque cela lui octroie la charge implicite de procureur, membre des Cortes franquistes. Tout en occupant diverses fonctions au ministère de l'Éducation, il continue son parcours politique dans la hiérarchie franquiste jusqu'à atteindre le poste de secrétaire général du Mouvement national - le parti unique du régime franquiste - entre 1969 et 1974. Alternativement à ces fonctions politiques, il est l'un des préposés à la tâche d'élever politiquement le prince Juan Carlos de Bourbon, successeur désigné du général Franco, en étant son professeur de droit politique. Il devient l'un de ses conseillers le plus proches après sa désignation officielle en 1969.

### 1969-1975: le franquisme «tardif»
La période finale du franquisme est une période de conflit social croissant, auquel la dictature répond par la répression. Certains dirigeants politiques se rendant compte de la difficile survie du régime après la mort future du dictateur, Fernández-Miranda lance le projet d'une loi des associations politiques, vues comme outil de participation citoyenne. Le projet avorte avec le meurtre de Carrero Blanco et la désignation du franquiste le plus conservateur, Carlos Arias Navarro, pour lui succéder.
Il est d'ailleurs candidat légitime à la présidence du gouvernement après le meurtre de Luis Carrero Blanco, puisqu'il assure l'intérim du gouvernement. Malheureusement, son indépendance politique, le fait qu'il ne fait pas partie des familiers du régime et surtout la proximité politique d'Arias Navarro avec l'épouse de Franco, Carmen Polo, et son gendre, Cristóbal Martínez-Bordiú, joue alors en sa défaveur.

### La transition
À la mort du général Franco, le prince Juan Carlos est déclaré roi d'Espagne le 22 novembre 1975 et tente dans un premier temps à remplacer Arias Navarro. Mais celui-ci ne veut pas démissionner, en arguant que sa nomination par Franco expirait en 1979. Parmi les candidats pressentis, Fernández-Miranda est consulté par le roi sur ses préférences et lui : 
« Sire, l'animal politique que je suis réclame la présidence du gouvernement, mais je crois être plus utile à la présidence des Cortes »
Il est nommé donc président des Cortes, fonction jumelée avec la présidence du Conseil du Royaume, en succédant à Alejandro Rodríguez de Valcárcel. Depuis cette position, il peut orienter le roi à propos des mésententes du système politique post-franquiste en le contrôlant et en démontant, de l'intérieur, les ressorts de pouvoir, en particulier le « bunker ».
Fernández-Miranda était partisan de réformer les lois du régime au moyen de leurs propres dispositions pour arriver ainsi à la démocratie en évitant des vides juridiques. Il s'agissait d'aller « de la loi à la loi à travers la loi ».
L'idée de Torcuato Fernández-Miranda était d'établir un système législatif avec deux partis politiques, l'un conservateur et l'autre d'un type plus libéral, et qui selon son opinion pouvait être le PSOE (historique) que Rodolfo Llopis présidait, et qui était caractérisé pour être plus modéré que le PSOE de l'intérieur, après la scission du congrès de Suresnes.
Il est l'auteur de la Loi pour la réforme politique, l'instrument légal qui a permis de démonter le régime franquiste légalement avec l'approbation des Cortes nommées par le général Franco et connue comme le « hara-kiri des Cortes franquistes ».